# HΛL
HΛL（ハル）は、1996年から活動している日本の音楽ユニット、サウンドクリエイターチームである。

## 概要
主に歌手やアーティスト楽曲の作曲、編曲、サウンド・プロデュースを担当する他、アニメ・ゲームの主題歌や、映画のBGMなども手掛けるサウンドクリエイターチーム。
有限会社ナッツ代表取締役社長の梅崎俊春を中心として、メンバーや形態は何度か変わっている。
現在は梅崎のソロ名義としても使われている。サザンオールスターズや藤井フミヤなど数々の有名人の編曲を手がけ、日本レコード大賞を受賞した実績も複数回ある。また、ジャニーズが主演をつとめる日本のミュージカル作品「PLAYZONE」の音楽制作にも8年ほど携わり、映画、ミュージカル、舞台などの音楽も多数手がけている。
メインメンバーで構成されているHΛLによる作品の他に、セカンドメンバー中心のTeam HΛLによる作品も存在する。Team HΛLで経験を多く積み活躍できたメンバーが昇格し、晴れて厳選されたHΛLのメンバーになることができる仕組みを採用している。これにより、若手メンバーに多くの経験を積ませながらも、HΛLとしての作品の品質を担保することに成功している。

## メンバー
- 梅崎俊春[注 2]（うめさき としはる、1963年1月14日 - ）
熊本県出身、血液型はO型。
バンドユニット時代はシンセサイザー、キーボード、ギター、チャップマン・スティックを担当。
Sonic Generationというバンドのギタリストとしても活動している。
- 梅崎章宏（うめさき あきひろ）
- 小林秀行（こばやし ひでゆき、8月9日 - ）

### 元メンバー
- HΛLNA（ハルナ、本名：濱田 春菜（はまだ はるな）、1980年2月7日 - ）
神奈川県座間市出身、血液型はA型。
バンドユニット時代はボーカルを担当。
- 佐藤あつし（さとう あつし、本名：佐藤 厚、1966年5月7日 - ）
新潟県出身、血液型はA型。
バンドユニット時代はキーボード、ピアノ、DJ、ギターを担当。
- 清水武仁（しみず たけひと、1966年10月28日 - ）
鳥取県出身、血液型はA型。
- 中野雄太（なかの ゆうた）
- 丸山真由子（まるやま まゆこ）
- 福原善勝（ふくはら よしかつ、1986年7月28日 - ）

### サポートメンバー
- MICCO（みっこ、本名：佐藤 美記子） - ボーカル・作詞・作曲担当
以前は「芦原みき」という名義を使っていた。

### HΛL band
- 秋元直也（あきもと なおや） - ギター担当
佐藤氏在籍時にサポートメンバーで参加したことがある。
- 津本里奈（つもと りな） - ボーカル担当

## 経歴
- 1996年、佐藤あつしと梅崎俊春によってHΛLを結成。派手なデジタルビート、エレクトリック・ギターを使ったエッジの効いたサウンドを主軸にした音楽を武器に活動を開始。それから程なくして、同年にはテレビアニメ「美少女戦士セーラームーンセーラースターズ」のオープニングテーマ「セーラースターソング」のオリジナルアレンジを務めた。
- 1999年から浜崎あゆみを中心に、エイベックスに所属するアーティストの楽曲に多く携わるようになる（佐藤がHΛL在籍時、エイベックスからリリースされた楽曲の基本アレンジを全て行っていた）。
- 2000年、オーディションで選ばれた女性ボーカリストHΛLNAを加入させ、HΛL名義でavex traxからデビューする。
- 2002年、浜崎あゆみの「Free & Easy」で第44回日本レコード大賞の編曲賞を獲得した。
- 2003年2月、レコード会社からの公式的な発表は一切なかったものの、佐藤あつしとボーカルのHΛLNAが脱退し、同時にバンドユニットとしての活動休止状態に。佐藤はats-名義で編曲家として活動を開始し、tearbridge productionに所属。HΛLNAの脱退後の活動は現在も不明であり、芸能活動からの事実上の引退状態にあると思われる。引き続き梅崎は、これまでサポートギタリストであった清水武仁と中野雄太を迎え入れて音楽プロデューサーユニットとして再編成し、浜崎あゆみ、玉置成実、上戸彩、タッキー&翼等の楽曲に携わるようになる。
- 2004年以降は梅崎と清水で、HIGH and MIGHTY COLORや右手愛美等のアーティストのプロデューサーとしても活動を開始する。
- 2005年、コナミから発売のレースゲームのエンスージア プロフェッショナル レーシングのオープニングを製作した。
- 2006年、コナミの音楽ゲーム「BeatmaniaIIDX14 GOLD」にて「TЁЯRA」の楽曲「STARS☆☆☆」をリミックスした。
- 2007年、映画『プライドinブルー』の劇中音楽を手掛けた。彼らにとっては初の劇伴担当である。
- 2011年、ギタリストの秋元直也とボーカリストの津本里奈を迎え、「HΛL band」としてバンドユニットとしての活動を再開。

## ディスコグラフィー

### シングル※ボーカルHΛLNA在籍時
|     | 発売日         | タイトル                  | c/w                 | 規格 | 規格番号   | 最高位 |
| --- | -------------- | ------------------------- | ------------------- | ---- | ---------- | ------ |
| 1st | 2000年10月25日 | DECIDE                    | amulet              | CD   | AVCD-30146 | 27位   |
| 2nd | 2001年1月11日  | Save Me                   | Love prove          | CD   | AVCD-30164 | 19位   |
| 3rd | 2001年3月28日  | SPLIT UP                  | Rosary              | CD   | AVCD-30200 | 20位   |
| 4th | 2001年5月23日  | ☆the starry sky☆          | justice             | CD   | AVCD-30224 | 20位   |
| 5th | 2002年4月17日  | al di là                  | Fake                | CD   | AVCD-30335 | 19位   |
| 6th | 2002年6月19日  | I'll be the one           | KOKORO ～inwardly～ | CD   | AVCD-30354 | 17位   |
| 7th | 2002年8月16日  | ONE LOVE / A LONG JOURNEY | -                   | CD   | AVCD-30367 | 40位   |

### オリジナル・アルバム※ボーカルHΛLNA在籍時
|     | 発売日        | タイトル               | 規格 | 規格番号   | 最高位 |
| --- | ------------- | ---------------------- | ---- | ---------- | ------ |
| 1st | 2001年8月29日 | Violation of the rules | CD   | AVCD-11945 | 8位    |
| 2nd | 2002年8月28日 | As long as you love me | CD   | AVCD-17138 | 10位   |

### ベスト・アルバム※ボーカルHΛLNA在籍時
|     | 発売日        | タイトル | 規格   | 規格番号     | 最高位 |
| --- | ------------- | -------- | ------ | ------------ | ------ |
| 1st | 2003年2月26日 | SINGLES  | CD+DVD | AVCD-17249/B | 39位   |

### 映像作品※ボーカルHΛLNA在籍時
|     | 発売日        | タイトル                           | 規格 | 規格番号   |
| --- | ------------- | ---------------------------------- | ---- | ---------- |
| 1st | 2002年4月17日 | Greatest HΛL Clips - chapter one - | DVD  | AVBD-91094 |
| 2nd | 2002年8月28日 | ONE                                | DVD  | AVBD-91108 |

### その他作品
|   | 発売日        | タイトル                | 規格 | 規格番号   | 備考          |
| - | ------------- | ----------------------- | ---- | ---------- | ------------- |
| - | 1998年4月22日 | 熱沙の覇王ガンダーラ    | CD   | VIDL-30206 | 1曲目「Dear」 |
| - | 2007年11月7日 | クラシカルトランス 聖夜 | CD   | PCCR-00457 |               |

## 出演

### ライブ※ボーカルHΛLNA在籍時
| 日時                       | タイトル                                          | 会場 |
| -------------------------- | ------------------------------------------------- | --- |
| 2000年12月31日             | avex NEW CENTURY COUNT DOWN 2000/2001 in velfarre | ヴェルファーレ |
| 2001年3月30日              | oricon DD Presents Sound Collection by NTT Docomo | 新宿Club complex Code |
| 2001年8月18日              | RUSH!!'01                                         | 東京ビッグサイト西駐車場特設ステージ                                                                                                  |
| 2001年8月25日              | AOYAMA LAST SUMMER CONCERT                        | メナード青山リゾート野外特設ステージ                                                                                                  |
| 2001年12月31日             | avex J-POP 2001 Final LIVE                        | ヴェルファーレ |
| 2002年8月31日 2002年9月1日 | a+nation avex SUMMER FESTA 2002                   | 昼公演：ヴィーナスフォート(教会広場) After Live：ヴィーナスフォート(パレットプラザ) ※メインステージのお台場野外特設会場での出演はなし |
| 2002年9月14日              | GO! GO! avex POP NIGHT in Panasonic Center        | Panasonic Center ARIAKE Studio Ast |

### TV番組※ボーカルHΛLNA在籍時
| 放送日        | 番組名                   | 局         | 備考                                                       |
| ------------- | ------------------------ | ---------- | ---------------------------------------------------------- |
| 2001年1月22日 | HEY!HEY!HEY! MUSIC CHAMP | フジテレビ | 歌唱曲：Save Me                                            |
| 2001年3月30日 | AX MUSIC FACTORY         | 日本テレビ | 歌唱曲：SPLIT UP                                           |
| 2001年4月6日  | FUN                      | 日本テレビ | 歌唱曲：SPLIT UP                                           |
| 2001年4月8日  | MUSIX!                   | テレビ東京 | 歌唱曲：SPLIT UP                                           |
| 2001年4月23日 | HEY!HEY!HEY! MUSIC CHAMP | フジテレビ | 歌唱曲：SPLIT UP                                           |
| 2001年8月16日 | ライブ21                 | BS朝日     |                                                            |
| 2001年8月28日 | MelodiX                  | テレビ東京 |                                                            |
| 2001年8月28日 | チノパン                 | フジテレビ |                                                            |
| 2001年8月29日 | AX MUSIC FACTORY         | 日本テレビ | 歌唱曲：☆the starry sky☆                                   |
| 2002年9月2日  | カヴァーしようよ         | テレビ東京 | 歌唱曲：ONE LOVE、オリビアを聴きながら（杏里の曲をカバー） |

### ラジオ番組※ボーカルHΛLNA在籍時
- 「BODY WILD present HΛL WILD impression」2001年3月のみレギュラー（fmosaka、東京FM）
- Bay-FM　2001年4月マンスリーDJ
- 「HΛL TRANCE ROUNGE」2001年4月～2001年12月レギュラー（AIR-G'）

## 主な提供楽曲
- 朝日奈夕子（鉄炮塚葉子）
  - 愛につかまらないで（作曲）[注 3]
- 跡部景吾
  - JETドライブ（作曲）
- ALvino
  - Close to you（編曲：A.v.nと共作）
- アン・ルイス（シンセサイザー、プログラミング）
- 泉谷しげる（シンセサイザー、プログラミング）
- 伊藤由奈
  - ENDLESS STORY（編曲）
  - Truth（編曲）
- 今井美樹
  - PRIDE（シンセサイザー、プログラミング）
- 稲村ジェーン（シンセサイザー、プログラミング）
- いもうと
  - 妹（編曲）
- Wink
  - Sexy Music （シンセサイザー、プログラミング）
- VIC:CESS
  - Brand new world（作曲）
- Every Little Thing
  - Grip!（編曲）
  - Over and Over（シンセサイザー、プログラミング）
  - 今でも…あなたが好きだから（シンセサイザー、プログラミング）
- 上戸彩
  - MESSAGE（作曲）
  - Steppin' Out（作曲・編曲）
- うしろ髪ひかれ隊（シンセサイザー、プログラミング）
- 内博貴
  - 3ピース（作曲）
- 右手愛美
  - GO-GO-FIGHTEEN!（作詞、作曲、編曲）
  - 虹の扉（編曲）
  - あたしの隣（作曲、編曲）
- 江口洋介（シンセサイザー、プログラミング）
- 大原さやか
  - スカーレット（作曲）
- 織田裕二（シンセサイザー、プログラミング）
- 音妃（シンセサイザー、プログラミング）
- KATSUMI （シンセサイザー、プログラミング）
- かとうれいこ（シンセサイザー、プログラミング）
- KΛNΛ
  - reason（編曲）
  - SYMPATHY（作曲）
  - IS THIS LOVE?（作曲）
  - NO NAME（作曲）
- 川嶋あい
  - Dear（編曲）
  - 季節の旅人（編曲）
- 川村知砂
  - Snow&Loving Paradise（作曲）
- キュアリズム（CV：折笠富美子）
  - ファンタスティック・メッセージ（作曲）（アニメ「スイートプリキュア♪」）
- King&President
  - 社長やっちゃったよ（作曲・編曲）[13]
  - 論拠を示せ（作曲・編曲）
  - いいわけ?それで!?（作曲・編曲）
  - シンデレラ プレジデント（作曲・編曲）
- キングコング梶原
  - NEW HORISON～戦え!星の戦士たち～（作曲）
- 金月真美
  - HERE（作曲）
- キンヤ
  - BLAZE（編曲）
  - Refraction（作詞・作曲・編曲）
  - aerial（作詞・作曲・編曲）
  - Season（作曲・編曲）
- KinKi Kids
  - フラワー（作詞・作曲）（作曲：音妃と共作）
  - 罪と罰（作曲）
  - blue new moon （編曲）
- 紅林大空 and HΛL（作曲・編曲）[14]
  - クリームパンを焼かないで
  - キリンが握るお寿司屋さん
  - へんてこりんパフェ
  - 恋する目玉焼きプラネット
  - おやすみ
- 国武万里
  - ポケベルが鳴らなくて（シンセサイザー、プログラミング）
- 工藤静香（シンセサイザー、プログラミング）
  - 抱いてくれたらいいのに
  - FU-JI-TSU
  - MUGO・ん…色っぽい
  - 恋一夜
  - 黄砂に吹かれて
  - くちびるから媚薬
  - 声を聴かせて
  - 慟哭
- KEi
  - ミライCool!!（編曲）[15]
- ケリー・チャン
  - Transformation（編曲）
- 小泉今日子（シンセサイザー、プログラミング）
- 後藤沙緒里
  - 君のカケラ（作曲・編曲）
  - キミといる今（作曲・編曲）
  - 1st degree（作曲・編曲）
- 小林ゆう
  - FIGHT OR FLIGHT（編曲）
  - Overheat〜変りゆく瞬間〜（作曲・編曲）
  - 真っさらな天使（作曲・編曲）
  - YOU&U（作曲）
  - ミックスジュースDEマックスパワー（作曲）
  - 赤いチャペル（作曲）
  - 絶望に咲く花（作曲）
  - 素直な気持ち（作曲）
  - 約束（作曲）
  - ROCK YU!!（作曲）
  - BLACK EYES（作曲）
  - 紅い月（作曲）
  - MY FRIEND（作曲）
- 小坂りゆ
  - Baby's Tears（編曲）
- CoCo（シンセサイザー、プログラミング）
- Cocco（シンセサイザー、プログラミング）
- 小林武史
  - テスタ・ロッサ（シンセサイザー、プログラミング）
- 近藤真彦
  - 心ざんばら（作曲、編曲)
- 今野登茂子（シンセサイザー、プログラミング）
- COMPLEX
  - ROMANTIC 1990（シンセサイザー、プログラミング）
- SiAM&POPTUNe（全楽曲プロデュース）
  - ラヴカーニバル
  - ミラクル☆→ハッピーチューン[16]
  - Movin’on 未来
  - Step By Step
  - ヒロイン革命
  - 発展上昇MAP
  - ツギ×ハギ メーカー
  - spiral×future=butterfly
  - サンシャイン!
  - 君色サイダー
  - BELIEVE
  - brisk start
- 櫻川めぐ
  - REVIVE（作曲）（「fortissimo EXS//Akkord:nachsten Phase」テーマ曲）
- サザンオールスターズ
  - みんなのうた（シンセサイザー、プログラミング）
- 佐藤アツヒロ
  - YELLOW（シンセサイザー、プログラミング）
- 佐橋佳幸
  - TRUST ME（シンセサイザー、プログラミング）
- THE STAR CLUB（シンセサイザー、プログラミング）
- THE BOOM&矢野顕子
  - 釣りに行こう（シンセサイザー、プログラミング）
- Janne Da Arc
  - Mysterious（編曲）
- 少年隊
  - 狂いかけた歯車（作詞・作曲・編曲）
  - Never give it up!（編曲）
  - 巨龍的誕生（編曲）
  - Asian revolution -巨龍的誕生-（編曲）
  - Fire burns（作曲・編曲）
  - 君だけに（編曲）
  - Be a man（作詞）
  - back to BACK（編曲）
  - Pleasure Island（作曲・編曲）
  - Goodbye & Hello -Reprise-（編曲）
  - BE COOL（作曲）
  - Thriller in the night（作詞・作曲）
  - Celebration（作詞・作曲）
  - Destiny（作曲）
- JILL（シンセサイザー、プログラミング）
- 須藤あきら
  - Blue Confusion（編曲）
- 鈴木亜美
  - To be Free（編曲）
  - Alright!（編曲）
- 鈴木聖美（シンセサイザー、プログラミング）
- 鈴木雅之（シンセサイザー、プログラミング）
- 聖Smiley学園 修学旅行inLA③
  - Logistics（作曲）
- DΛiSY
  - In My Dream（プロデュース）
  - いんじゃない!?（プロデュース）
  - everything（プロデュース）
  - Power Of The NAIL（プロデュース）
- 武田真治（シンセサイザー、プログラミング）
- 高橋克典（シンセサイザー、プログラミング）
- 貴水博之（シンセサイザー、プログラミング）
- 滝沢秀明
  - あるがまま（作曲・編曲）
- 立花理佐
  - リサの妖精伝説（シンセサイザー、プログラミング）
- タッキー&翼
  - To be, or not to be（編曲）
  - カミラ◆タマラ（編曲）
- 玉置成実
  - Long Way Behind（編曲）
  - Prayer（編曲）
  - Destiny（編曲）
- CHiYO
  - destiny（編曲）
  - ラバート（編曲）
- 月森蓮･火原和樹･志水桂一･柚木梓馬･金澤紘人･土浦梁太郎･王崎信武（金色のコルダ 〜primo passo〜）
  - 君に捧げるHarmony（作曲・編曲）
- 辻本夏実
  - WAY ALONE（作曲）（アニメ「逮捕しちゃうぞ」）
- 辻本夏実 & 小早川美幸
  - Get a chance（作曲・編曲）
  - STARTしよう（作曲・編曲）
  - Way alone（作曲・編曲）
- TETSU69
  - 蜃気楼（シンセサイザー、プログラミング）
- TOKIO（シンセサイザー、プログラミング）
- ともさかりえ
  - エスカレーション（シンセサイザー、プログラミング）
- dream（3人）
  - w・h・y（編曲）
  - brave（編曲）
  - destine（編曲）
  - SUBPAIN（作曲・編曲）
  - SINCERELY -ever dream-（編曲）
- とんねるず（シンセサイザー、プログラミング）
- ナースエンジェルス
  - FALLEN ANGELS（作曲）（アニメ「イケメン救護隊 ナースエンジェルス」）
- 長嶋はるか
  - 虹のラプソディー（作曲）（テレビ東京「アニソンぷらす」）
- 長渕剛 （シンセサイザー、プログラミング）
- 中森明菜（シンセサイザー、プログラミング）
- 中山忍（シンセサイザー、プログラミング）
- HOUND DOG（シンセサイザー、プログラミング）
- 長谷川唯
  - 夏恋（作曲）
  - WHAT HAPPEND?（作曲）
- 花岡なつみ
  - Birthdays（編曲）
- 花沢加絵 
  - セーラースターソング（編曲）（セーラームーン主題歌）
- 浜崎あゆみ
  - appears（編曲）
  - immature（編曲）
  - Fly high（編曲）
  - Introduction（作曲・編曲）
  - PS II（編曲）
  - Far away（編曲）
  - SURREAL（編曲）
  - AUDIENCE（編曲）
  - M（編曲）
  - evolution（編曲）
  - UNITE!（編曲）
  - Free & Easy（編曲）
  - WE WISH（編曲）
  - Over（編曲）[注 4]
  - Dolls（編曲）
  - neverending dream（作曲・編曲）
  - appears "HΛL'S Progress" (編曲)
  - M "HΛL'S Progress" (編曲)
  - Greatful days（編曲）
  - No way to say（編曲）
  - ANGEL'S SONG（編曲）
  - Because of You（編曲）
  - INSPIRE（編曲）
  - GAME（編曲）
  - my name's WOMEN（編曲）
  - Kaleidoscope（作曲・編曲）
  - HONEY（編曲）
  - Replace（編曲）
  - is this LOVE?（編曲）
  - fairyland（編曲）
  - BLUE BIRD（編曲）
  - LABYRINTH（作曲・編曲）
  - momentum（編曲）
  - part of Me（編曲）
  - glitter（編曲）
  - talkin' 2 myself（編曲）
  - (don't) Leave me alone（編曲）
  - MY ALL（編曲）
  - reBiRTH（作曲・編曲）
  - YOU (10th Anniversary version) （編曲）
  - Days （編曲）
  - TO BE (10th Anniversary version) （編曲)
  - Rule （編曲）
  - NEXT LEVEL （編曲）
  - Pieces of SEVEN （作曲・編曲）
  - You were...（編曲）
- 原田龍二（シンセサイザー、プログラミング）
- HΛLNA
  - DO OVER AGAIN（作曲）
- パラレルドリーム（全楽曲プロデュース）
  - TO WISH（作曲）
  - Fight Victory（作曲）
  - ドライブin信州（作曲）
  - I LOVE 長野（編曲）
  - ONE SOUL（編曲）
  - もっと!MOTTO!（編曲）
  - プリムラ（編曲）
  - ホシノカケラ（編曲）
  - 弾丸ドリーマー（編曲）
  - ロマンティックスノウ（編曲）
  - 祭りんぐ（編曲）
- 引田香織
  - 笑顔の訳（編曲）
- hitomi （シンセサイザー、プログラミング）
- BeForU
  - KI·SE·KI（編曲）
- PIERROT（シンセサイザー、プログラミング）
- 福井麻利子
  - Love Somebody（作曲・編曲）
  - わかってないね（編曲）
- 藤井フミヤ（シンセサイザー、プログラミング）
- 舞台「タンブリング」
  - GOLD（作曲）
- FAIRCHILD（シンセサイザー、プログラミング）
- Flower
  - COLOR ME UP!（作曲）
- 布袋寅泰
  - GUITARHYTHM III（シンセサイザー、プログラミング）
- BOYSTYLE
  - Promise you（編曲）
  - MIRAI（作曲・編曲）[17]
  - 花咲く丘へ（作曲・編曲）
- 槇原敬之（シンセサイザー、プログラミング）
- 松原剛志
  - ビーダー・フォーエバー（作詞・作曲・編曲）（アニメ「爆球Hit! クラッシュビーダマン」）
- 観月ありさ（シンセサイザー、プログラミング）
- 南さやか
  - Under the Sky 〜SAYAKA's solo new version〜（編曲）
  - 初恋（編曲）
- 三波春夫（シンセサイザー、プログラミング）
- Misa Joey
  - the way we are in（編曲）
  - That is true（作曲・編曲）
  - The Days（編曲）
  - El cocomoco（編曲）
  - 満月（編曲）
  - Crimson & Clover（編曲）
  - 香港St（編曲）
  - Rainy Day（編曲）
  - the sea asleep at night（編曲）
  - Sunday Sunshine（編曲）
  - Rainbow Shower（編曲）
  - Neverending Story（編曲）
- ヤプーズ（シンセサイザー、プログラミング）
- 山下久美子（シンセサイザー、プログラミング）
- 遊佐未森（シンセサイザー、プログラミング）
- YURiCa/花たん
  - TRUE MAGIC（作曲、編曲）（「D.C.III ～ダ・カーポIII～」オープニングテーマ）
  - レイニーデイズ（作曲）（「D.C.III ～ダ・カーポIII～」）
- ユンソナ(作曲)
- RUN&GUN
  - 裸のココロ（作曲）
- Lia
  - 明日に向かって Get Dream!（作詞・作曲・編曲）
  - Pride -try to fight!-（作曲・編曲）
  - APPEAR（作曲）
- Little Voice
  - Count down（編曲）
- Ruppina
  - violet flow（編曲）
  - TALES（編曲）
  - SOLITUDE（編曲）
- r.o.r/s
  - Cross pain（編曲）
- 和久井映見（シンセサイザー、プログラミング）

## 主なリミックス作品
- 浜崎あゆみ
  - FRIEND II "MAKE MY MAD MIX"
  - Boys & Girls "HΛL's Mix"
  - End roll "HΛL's MIX"
  - appears "HΛL's MIX"
  - kanariya "HΛL's Mix"
  - Two of us "HΛL's Mix"
  - Fly high "HΛL'S MIX 2000"
  - vogue "HΛL'S MIX 2000"
  - Far away "HΛL's MIX 2000"
  - ever free "HΛL'S MIX 2000"
  - AUDIENCE "HΛL's Mix 2000"
  - Daybreak "HΛL's Mix 2002"
  - HANABI ～episode II～ "HΛL's MIX 2003"
  - appears "HΛL's Progress"
  - M "HΛL's Progress"
- Every Little Thing
  - Over and Over -HΛL's REMIX-
  - Someday, Someplace ～HΛL's REMIX～
  - 今でも...あなたが好きだから "HΛL's Go Insane Mix"
  - Get Into A Groove (HΛL's Remix)
- dream
  - Heart on Wave "HΛL'S MIX 2000"
- 玉置成実
  - Believe -Evidence01 MIX-
- 東真紀
  - 雷鳴 -HΛL's Mix 2004-
- HIGH and MIGHTY COLOR
  - PRIDE ～HΛL's MIX 2005～
- TЁЯRA
  - STARS☆☆☆ (Re-tuned by HΛL)
- dj TAKA
  - INORI feat. HΛL